# Gianni Rivera
Giovanni „Gianni” Rivera (ur. 18 sierpnia 1943 w Alessandrii) – włoski piłkarz, który występował na pozycji pomocnika i napastnika. W latach 1962–1975 reprezentant Włoch. Zdobywca Złotej Piłki tygodnika „France Football” z 1969. Od 2004 do 2009 poseł do Parlamentu Europejskiego.

## Życiorys

### Kariera piłkarska
W Serie A debiutował w 1959 w barwach klubu US Alessandria Calcio. W następnym roku przeszedł do A.C. Milan, w którego barwach do 1979 rozegrał 501 ligowych spotkań, strzelając łącznie 122 bramki. Zdobył z tym klubem trzykrotnie mistrzostwo Włoch, czterokrotnie Puchar Włoch, dwukrotnie Puchar Europy, dwukrotnie Puchar Zdobywców Pucharów oraz jednokrotnie Puchar Interkontynentalny. W sezonie 1972/1973 został królem strzelców Serie A, zdobywając 17 goli.
W reprezentacji Włoch zadebiutował 14 maja 1962. Łącznie rozegrał w niej 60 meczów, zdobywając 14 bramek. Grał na czterech turniejach mistrzostw świata (w 1962, 1966, 1970, 1974). W 1970 z włoską drużyną został wicemistrzem świata, a w 1968 zdobył z nią tytuł mistrza Europy.

### Działalność zawodowa i polityczna
Z wykształcenia księgowy. Po zakończeniu kariery piłkarskiej został działaczem Milanu. W latach 1987–2001 sprawował mandat posła do Izby Deputowanych. Początkowo działał w Chrześcijańskiej Demokracji, po jej rozwiązaniu popierał różne partie chadeckie, w tym Patto Segni i Margheritę. Od 1996 do 2001 był podsekretarzem stanu w Ministerstwie Obrony.
W 2004 z listy koalicyjnego Drzewa Oliwnego został wybrany do Parlamentu Europejskiego. Od 2005 niezrzeszony, w 2008 poparł nowo powstałą partię pod nazwą Biała Róża. W 2009 bez powodzenia kandydował w kolejnych wyborach europejskich. W 2013 wsparł powstanie Centrum Demokratycznego.

## Sukcesy
Klubowe
- Mistrzostwo Włoch: 1961/1962, 1967/1968, 1978/1979
- Puchar Włoch: 1966/1967, 1971/1972, 1972/1973, 1976/1977
- Puchar Europy: 1962/1963, 1968/1969
- Puchar Zdobywców Pucharów: 1967/1968, 1972/1973
- Puchar Interkontynentalny: 1969

Reprezentacyjne
- Mistrzostwo Europy: 1968
- Wicemistrzostwo świata: 1970

Indywidualne
- Król strzelców Serie A: 1972/1973 (17 goli)[a]

Wyróżnienia
- Złota Piłka: 1969[3]
- Nagroda Prezydenta UEFA: 2011[4]
- FIFA 100: 2004[5]